# Dubhe
Dubhe (Alfa Ursae Majoris / α UMa / 50 Ursae Majoris) es la segunda estrella más brillante de la constelación de la Osa Mayor, después de Alioth (ε Ursae Majoris). Su magnitud aparente es +1.79. Es una de las dos estrellas «apuntadoras», junto con Merak (β Ursae Majoris), de la «estrella polar» (Polaris o α Ursae Minoris) y, por lo tanto, del polo norte celeste.

## Nombre
El nombre de Dubb, así como el más habitual Dubhe, provienen de la palabra árabe para «oso», dubb, de la frase ظهر الدب الاكبر, żahr ad-dubb al-akbar, (‘la espalda del gran oso’). La denominación Dubb aparece por vez primera en las Tablas alfonsíes. Los chinos conocen a α Ursae Majoris por Tien Choo —«el pivote del cielo»— y como Kow Ching. De acuerdo a Al-Biruni, para los hindúes era Krata (el «rishi» o ‘sabio’).
Se ha afirmado que en el antiguo Egipto esta estrella era Ak, el «ojo» , la estrella más prominente de la constelación, utilizada en la alineación de las paredes del Templo de Hathor en Dendera, y el punto de la orientación de dicha estructura quizás antes del 5100 antes de Cristo.

## Características físicas
Dubhe es un sistema estelar múltiple en el que sobresale la estrella binaria formada por Dubhe A, gigante amarillo-naranja de tipo espectral K0III, y Dubhe B, estrella blanco-amarilla de secuencia principal. Con una temperatura de 4500 K, Dubhe A es 300 veces más luminosa que el Sol y su diámetro es unas 30 veces más grande que el de este. Por su parte, Dubhe B brilla con una luminosidad 15 veces mayor que la luminosidad solar. La distancia entre ambas es de 23 au y el período orbital es de 44 años. Mucho más alejada, a 8000 au, se encuentra Dubhe C, enana amarilla de tipo F8. Algo más luminosa que el Sol —magnitud absoluta +4.22—, tiene a su vez una acompañante que la orbita cada seis días.
A 124 años luz del sistema solar, Dubhe no forma parte de la asociación estelar de la Osa Mayor, grupo de estrellas con un probable origen común que se mueven por el espacio en la misma dirección. De las estrellas principales de la Osa Mayor, Dubhe es la que está más alejada, y junto a Benetnasch (η Ursae Majoris), se mueve en dirección opuesta al resto del grupo.